# Alexander Arnz
Alexander Arnz (Gladbach-Rheydt, 25 agosto 1932 – Colonia, 30 settembre 2004) è stato un regista tedesco.
Ha frequentato il Liceo Classico Stiftisch di Mönchengladbach.
Dal 1957 ha diretto per la televisione, prima in coppia con Peter Frankenfeld sul primo canale tedesco (ARD), poi Boulevard Bio sempre su (ARD) e Aktion Sorgenkind (Vergißmeinnicht sul secondo canale, ZDF), infine nel 1981, diresse Wetten dass? (versione tedesca di Scommettiamo che...?) sulla ZDF e nel 1990 Fort Boyard su Sat.1.
Sua moglie Ulla Wiesner rappresentò la Germania all'Eurovision Song Contest 1965.
Si ritirò dalla grande vetrina del secondo canale (ZDF) nel 2002, ma ha continuato a lavorare ininterrottamente fino a poche settimane dalla sua morte per altri programmi famosissimi come Alfredissimo e per il programma notturno della WDR Mitternachtsspitzen.
È morto il 30 settembre 2004 per un tumore.

## Premi e riconoscimenti
- 1988 Premio TeleStar
- 1996 Leone d'oro di RTL Premio Speciale: Migliore Regia per uno speciale su un artista (Michael Jackson) di Alexander ArnzS
- 1999 Premio Televisivo Tedesco Miglior show televisivo a Thomas Gottschalk, Viktor Worms e Alexander Arnz